# كوليت داولينغ
كوليت داولينغ كاتبة أمريكية ومعالجة نفسية، ولدت عام 1938 في بالتيمور في ولاية ميرلاند الأمريكية، نشأت كوليت داولينج في بالتيمور وحصلت على بكالوريوس من كلية ترينيتي في واشنطن 1958. نشرت داولينج 8 كتب، بما في ذلك كتابها الصادر عام 1981 بعنوان مجمع سندريلا : الخوف الخفي للمرأة من الاستقلال ، والذي كان من أكثر الكتب مبيعًا في نيويورك تايمز.
كتبت مقالات ومقالات لمجلة نيويورك تايمز ونيويورك وهاربرز وإسكواير. وفي عام 2004، تخرج داولينج بدرجة الماجستير في العمل الاجتماعي السريري من مدرسة سميث كوليدج للعمل الاجتماعي. بعد ذلك، دخلت التدريب في التحليل النفسي في المعهد العلاج النفسي المعاصر، في نيويورك وحصلت على شهادتها في التحليل النفسي في عام 2009.
تعمل طبيبة نفسية في عيادة خاصة في مانهاتن، وتستمر في الكتابة. مكتبها في فلاتيرون.

## كتبها
- لعبة الجلد، 1971[3]
- كيف تحب عضوًا من الجنس الآخر: مذكرات ، 1976[4]
- مجمع سندريلا: خوف المرأة الخفي من الاستقلال ، 1981[5]
- المرأة المثالية: مخاوف خفية من عدم الكفاءة والدافع للأداء ، 1988[6]
- هل تقصد أنني لست مضطرًا إلى الشعور بهذه الطريقة ؟: مساعدة جديدة للاكتئاب والقلق والإدمان ، 1991[7]
- Red Hot Mamas: Coming In Our Own at Fifty ، 1996[8]
- الحد الأقصى للخروج: لماذا تخرب النساء أمنهن المالي، 1998[9]
- أسطورة الضعف: المرأة تقترب من المساواة الجسدية، 2000[10]